# Sony Dwi Kuncoro
Sony Dwi Kuncoro (født 7. juli 1984) er en indonesisk badmintonspiller.
Han har ingen større internationale mesterskabs titler, men vandt sølv ved VM i 2007 hvor han tabte i finalen mod verdensmesteren Lin Dan fra Kina. Han har også en bronzemedalje fra Sommer-OL 2004 i Athen. Kuncoro var udtaget til at repræsentere Indonesien ved sommer-OL 2008, hvor han røg ud i kvartfinalen mod Lee Chong Wei fra Malaysia.